# Villarrica (Araucanía)
Villarrica is een gemeente in de Chileense provincie Cautín in de regio Araucanía. Villarrica telde 55.478 inwoners in 2017 en heeft een oppervlakte van 1.291 km².
De plaats is de zetel van het rooms-katholieke bisdom Villarrica.